# Ted Hazekamp

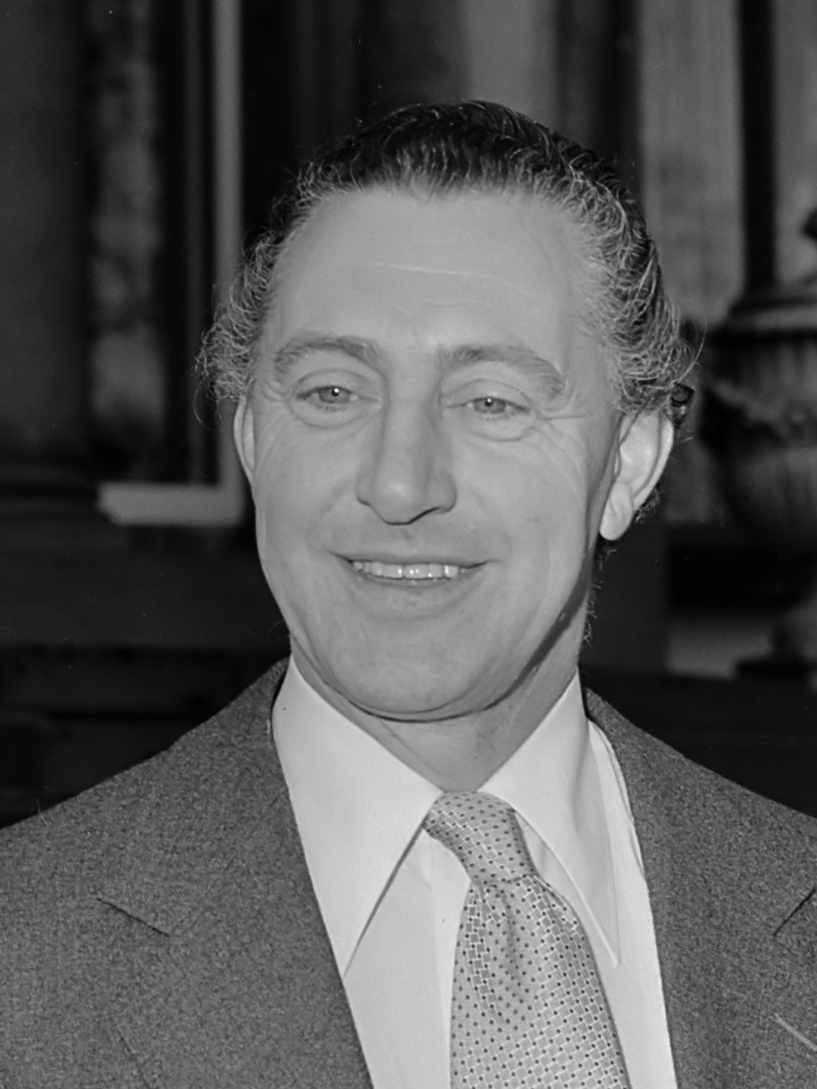
Ted Hazekamp (1977)

Theodore „Ted“ Mary Hazekamp (* 1. Dezember 1926 in Den Haag; † 19. März 1987 in Nieuwkoop, Provinz Zuid-Holland) war ein niederländischer Politiker der Katholieke Volkspartij (KVP) sowie danach des Christen-Democratisch Appèl (CDA), der unter anderem Mitglied der Zweiten Kammer der Generalstaaten sowie zwischen 1973 und 1977 im Kabinett Den Uyl und von 1977 bis 1981 im ersten Kabinett Van Agt Staatssekretär im Wirtschaftsministerium war. Der Fachmann für Mittelstandspolitik war zwischen 1981 und seinem Tode 1987 auch Vorsitzender der Produktgemeinschaft Fisch und Fischprodukte (Produktschap Vis- en Visprodukten).

## Leben

### Mitglied der Zweiten Kammer und Staatssekretär im Kabinett Den Uyl

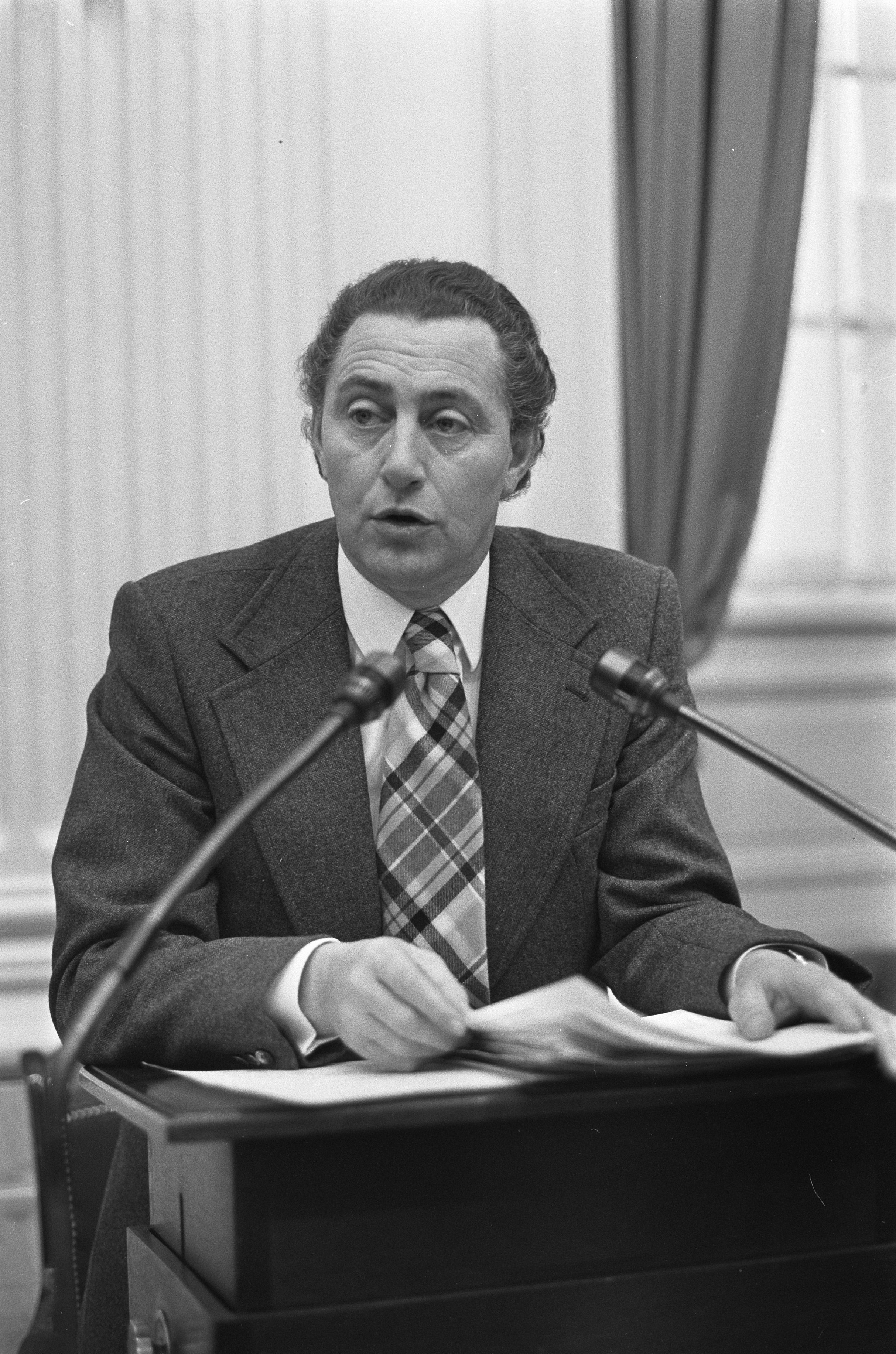
Hazekamp bei einer Rede in der Zweiten Kammer der Generalstaaten (20. November 1973).

Theodore „Ted“ Mary Hazekamp war im öffentlichen Dienst tätig und zuletzt zwischen dem 16. Juni 1967 bis Oktober 1971 Hauptverwaltungsrat der Wirtschaftsabteilung und Sekretär der Stadtverwaltung von Den Haag. Am 26. Oktober 1971 wurde er für die Katholieke Volkspartij (KVP) Mitglied der Zweiten Kammer der Generalstaaten, des Unterhauses des Parlaments (Generalstaaten), und gehörte dieser bis zum 7. Dezember 1972 an. In dieser Zeit war er Sprecher für kleine und mittelständische Unternehmen der KVP-Fraktion sowie auch im Bereich öffentlicher Wohnungsbau, Miet- und Mietwohnungen und in der Raumplanung.
Am 11. Mai 1973 übernahm er im Kabinett Den Uyl erstmals das Amt als Staatssekretär im Wirtschaftsministerium (Staatssecretaris van Economische Zaken) und war als solcher bis zum 8. September 1977 zuständig für kleine und mittlere Unternehmen sowie Einbindung von Angelegenheiten in die allgemeine Regierungspolitik, Einzelhandels-, Handwerks- und Dienstleistungsangelegenheiten, touristische Angelegenheiten, Kalibrierungsprobleme, Buchhaltungsangelegenheiten und Angelegenheiten der Handelskammern und Fabriken in den Niederlanden. Am 8. Juni 1977 wurde Hazekamp für die KVP abermals Mitglied der Zweiten Kammer der Generalstaaten und gehörte dieser bis zu seinem Mandatsverzicht am 28. Dezember 1977 an.

### Staatssekretär im ersten Kabinett Van Agt und Vorsitzender einer Produktgemeinschaft

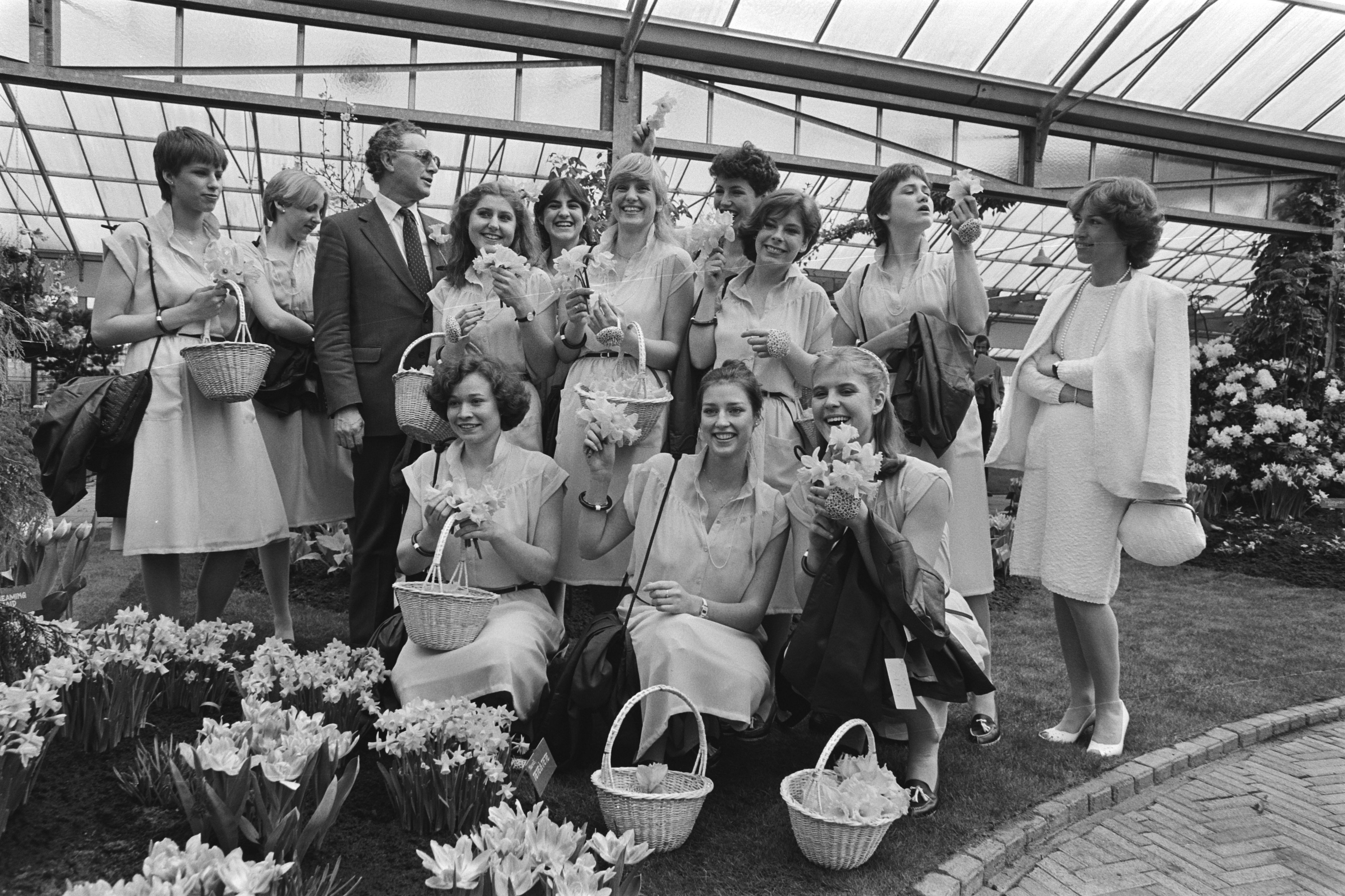
Staatssekretär Hazekamp bei einer Ausstellung im Keukenhof Lisse (26. März 1981).

Nach seinem Mandatsverzicht übernahm er am 28. Dezember 1977 auch im ersten Kabinett Van Agt das Amt als Staatssekretär im Wirtschaftsministerium und war nunmehr bis zum 11. September 1981 zuständig für Angelegenheiten der kleinen und mittleren Unternehmen, einschließlich der Einbindung von Angelegenheiten in die allgemeine Regierungspolitik, Binnenhandels-, Handwerks- und Dienstleistungsangelegenheiten, touristische Angelegenheiten, Kalibrierungsprobleme, Buchhaltungsangelegenheiten, Angelegenheiten der Handelskammern und Fabriken für die Niederlande, wettbewerbsrechtliche Angelegenheiten, ausgenommen Fusionen sowie Fragen der Verbraucherinformation und des Verbraucherschutzes. Nach dem Zusammenschluss der Anti-Revolutionaire Partij (ARP), der Christelijk-Historische Unie (CHU) und der Katholieke Volkspartij (KVP) wurde er am 11. Oktober 1980 Mitglied des daraus hervorgegangenen Christen-Democratisch Appèl (CDA).
1978 veröffentlichte er ein Grundsatzmemorandum über ein Minimum an Verteilungseinrichtungen in kleinen ländlichen Gebieten, wobei die Möglichkeiten der Zentralregierung, dies zu steuern, als begrenzt galten und nur Bedingungen und Unterstützung schaffen konnten. 1979 veröffentlichte er zusammen mit Wirtschaftsminister Gijs van Aardenne das Memorandum „Verbraucher und Verbrauch. Eine Feldstudie“ (‚Consument en Consumptie, een terreinverkenning‘), die die Ziele der Verbraucherpolitik festlegte und deren Maßnahmen als Teil der allgemeinen Konsumpolitik betrachtet wurden, die sich auf die Verteilung und Muster des Konsums konzentrierten. 1980 erarbeitete er zusammen mit Justizminister Job de Ruiter ein Gesetz zur Bekämpfung irreführender Werbung (Wet tot stand inzake het tegengaan van misleidende reclame), dessen Entwurf 1975 von ihm und dem damaligen Justizminister und nunmehrigen Ministerpräsident Dries van Agt vorgelegt wurde. Bürgerinnen und Bürgern und Organisationen wurde dadurch die Möglichkeit eingeräumt, vor Gericht zu gehen, um gegen irreführende Werbung vorzugehen, während der Werbetreibende dann nachweisen musste, dass seine Werbebotschaft nicht falsch ist. Richter wiederum konnten wegen irreführender Werbung ein Bußgeld verhängen. Schließlich brachte er 1981 gemeinsam mit dem Staatssekretär im Ministerium für Kultur, Freizeitgestaltung und Fürsorge Gerard Wallis de Vries das Campinggesetz (Kampeerwet) ein, welches die Möglichkeiten des Campings erweiterte und nur der Betrieb eines Campingplatzes ist genehmigungspflichtig wurde. Das Gesetz enthielt Regeln für die Ausweisung von Stellplätzen, für die die Gemeinden zuständig sind. Ferner war das Camping auf einem Hof war für maximal drei Zelte oder einen Wohnwagen kostenlos und auch Regeln aus dem Stellplatzhygienegesetz (Wet hygiëne kampeerplaatsen) wurden in das neue Gesetz übernommen. 
Nach seinem Ausscheiden aus der Regierung war der Fachmann für Mittelstandspolitik Ted Hazekamp in Teilzeit von 1981 bis zu seinem Tode am 19. März 1987 Vorsitzender der Produktgemeinschaft Fisch und Fischprodukte (Produktschap Vis- en Visprodukten), eine der niederländischen Produktgemeinschaften, die sich auf Fisch konzentriert und deren gesetzliche Aufgabe darin bestand, die gesamte Branche und deren Interessen zu vertreten. Darüber hinaus engagierte er sich als Vorsitzender des Krankenhauses Westeinde in Den Haag sowie als Mitglied der Bilderberg-Gruppe.